# Starikovski
Starikovski (en rus: Стариковский) és un poble (un khútor) de l'óblast de Volgograd, a Rússia, segons el cens del 2010 tenia 44 habitants.